# Красная линия (метрополитен Кливленда)
Красная линия (RTA Red Line) (ранее Route 66, также известная как линия «Аэропорт-Уиндермир») — скоростная транспортная линия системы RTA Rapid Transit в Кливленде, штат Огайо, от международного аэропорта Кливленда Хопкинса на северо-восток до Тауэр-Сити Сентер в центре Кливленда, затем на восток и северо-восток до Уиндермира.

## История
Открытие тоннеля, по которому проходит Красная линия, планировалось с 1930 года, после открытия станции Тауэр Сити Сентер. Первая короткая секция между Восточной 34-й и Восточной 55-й улицами использовалась Кливлендской междугородной железной дорогой в 1920 году, а в 1930 году был завершён перегон между Восточной 34-й и Тауэр Сити Сентер. И только 15 марта 1955 года восточная половина Красной линии была готова. 15 августа открылась линия от центра города на юго-запад до Западной 117-й улицы. 15 ноября 1958 года Красная линия была продлена до Вест-Парка, а заключительная часть, ведущая к Международному аэропорту Кливленда Хопкинса, открылась в 1968 году, и она была первой железнодорожной линей до аэропорта в Северной Америке.